# フィル・ダリュー
フィル・ダリュー（Phil Daru、1988年11月20日 - ）は、アメリカ合衆国のストレングス＆コンディショニングコーチ、元総合格闘家、元大学アメリカンフットボール選手。
2012/13年にフロリダ州の最優秀ストレングス＆コンディショニングコーチに選出された。2019-20年と2021年にはWorld MMA Awardsのトレーナー・オブ・ザ・イヤーを受賞した。

## 来歴
フロリダ州ブロワード郡で生まれた。4歳から拳法を始めた。8歳からアメリカンフットボールを始め、12歳でウェイトトレーニングを始めた。
アラバマ州立大学でディビジョン1のアメリカンフットボール選手として活躍した。
大学2年生の後、アメリカン・トップ・チームの系列ジムでディン・トーマスの下で総合格闘技のトレーニングを始めた。
アラバマ州立大学をスポーツ医学と運動科学の2つの学位を取得して卒業した。
アマチュア総合格闘技で経験を積み、2009年に21歳でプロ総合格闘技デビューをした。
22歳で自身のジムを設立。2014年に現役を引退すると総合格闘技トレーナーに転身し、アメリカン・トップチームでストレングス＆コンディショニングコーチとして働き始めた。2020年にアメリカン・トップチームを退職した。
2019-20年と2021年にWorld MMA Awardsのトレーナー・オブ・ザ・イヤーを受賞した。

## 表彰
- World MMA Awards トレーナー・オブ・ザ・イヤー（2019-2020年、2021年）